# Moret-sur-Loing
Moret-sur-Loing é uma antiga comuna francesa localizada na região administrativa da Ilha de França, no departamento de Sena e Marne. A comuna possuía 4 305 habitantes segundo o censo de 2012. Seus habitantes são chamados Morétain(ne)s.
Ela se reagrupou em 1 de janeiro de 2015 com Écuelles, para formar a comuna nova de Orvanne, e depois através de uma série de novas fusões em 2016 e 2017 (com Veneux-les-Sablons) a comuna atual de Moret-Loing-et-Orvanne.

## Toponímia
Do céltico mora, do francês antigo morée (–pântano, brejo).